# Ute Schmidt

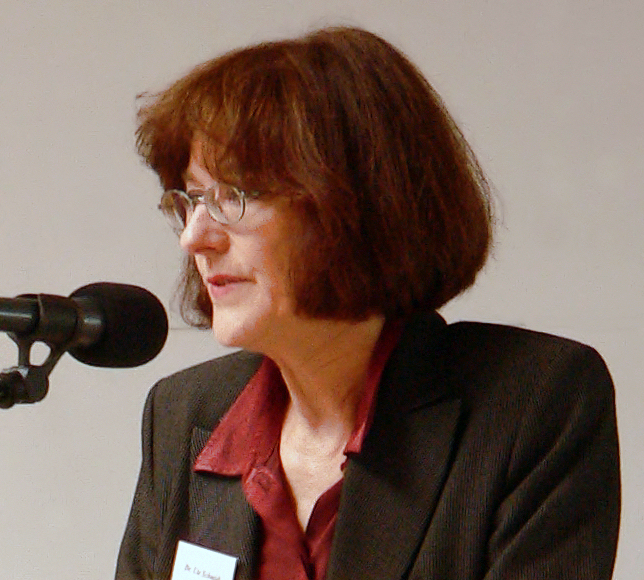
Ute Schmidt (2005)

Ute Schmidt (* 1. Oktober 1943 in Schrimm) ist eine deutsche Historikerin und Politologin mit bessarabiendeutscher Herkunft. Sie ist Projektleiterin im Forschungsverbund SED-Staat an der FU Berlin und Redaktionsmitglied der Zeitschrift des Forschungsverbundes SED-Staat.

## Leben
Die Eltern von Ute Schmidt lebten in Bessarabien. Ihr Vater Wilhelm Konrad Schmidt stammte aus Teplitz und ihre Mutter Herta aus Gnadental. Der Vater unterrichtete am Knabengymnasium in Tarutino und die Mutter am Mädchengymnasium in Tarutino. Nach der sowjetischen Besetzung Bessarabiens am 28. Juni 1940 durch die Rote Armee schlossen sich die Eltern wie die meisten Bessarabiendeutschen der Umsiedlung unter dem Motto Heim ins Reich an. Sie wurden im besetzten Polen in Schrimm angesiedelt, wo Ute Schmidt geboren wurde. Ihr Vater unterrichtete am dortigen Gymnasium. Er wurde 1944 zum Wehrdienst eingezogen und fiel in Galizien. Beim Herannahen der Roten Armee zum Ende des Zweiten Weltkriegs floh die Mutter mit ihren Kindern Ute und Götz nach Westdeutschland. Die Familie wurde in Murrhardt ansässig, wo Ute Schmidt aufwuchs. Nach dem Abitur in Backnang studierte sie ab 1964 Geschichte, Kunstgeschichte, Soziologie und  Politische Wissenschaften an der Universität München. Sie schloss sich dem SDS an. 1965 setzte sie ihr Studium in Berlin fort. 1982 wurde sie promoviert.
In den Jahren 1974 bis 1989 war sie in Lehre und Forschung an der FU tätig. Ihre Forschungsschwerpunkte dieser Zeit waren Parteien und soziale Bewegungen in Deutschland, speziell Politischer Katholizismus, Zentrum und CDU. 1996 begann sie eine Tätigkeit als Privatdozentin an der Universität Hamburg. Von 1999 bis 2002 war sie wissenschaftliche Mitarbeiterin am Hannah-Arendt-Institut für Totalitarismusforschung in Dresden mit dem Arbeitsgebiet Politische Repression in der SBZ/DDR. Seit Dezember 2004 arbeitet sie im Forschungsverbund SED-Staat an der FU Berlin, seit 2006 ist sie Privatdozentin an der FU. Sie hat die Leitung eines deutsch-russischen Kooperationsprojektes mit dem Titel Deportierte deutsche Zivilverschleppte in der Sowjetunion (1944–1956) inne.
1987 reiste sie erstmals nach Bessarabien in die Heimat ihrer Eltern. Seit 2009 ist sie Mitglied der Bessarabiendeutschen Historischen Kommission im Bessarabiendeutschen Verein, die die Zeit des Nationalsozialismus in Bessarabien unter wissenschaftlichen Ansprüchen geschichtlich aufarbeitet.

## Auszeichnungen
- 2022: Goldene Ehrennadel des Bessarabiendeutschen Vereins

## Veröffentlichungen (Auswahl)
- mit Tilman Fichter: Der erzwungene Kapitalismus. Klassenkämpfe in den Westzonen 1945–48. Verlag Klaus Wagenbach, Berlin 1971, ISBN 978-3-8031-1027-5.
- Zentrum oder CDU. Politischer Katholizismus zwischen Tradition und Anpassung. 1987.
- Von der Blockpartei zur Volkspartei. Die Ost-CDU im Umbruch 1989–1994. Westdeutscher Verlag, Opladen 1997.
- Sowjetische Militärtribunale. Band 1: Die Verurteilung deutscher Kriegsgefangener 1941–1953. Hrsg. mit Andreas Hilger und Günther Wagenlehner, Böhlau, Köln 2001; Band 2: Die Verurteilung deutscher Zivilisten 1945–1955. Hrsg. mit Andreas Hilger u. Mike Schmeitzner, Böhlau, Köln 2003 (= Schriften des Hannah-Arendt-Instituts für Totalitarismusforschung. Band 17).
- Die Deutschen aus Bessarabien. Eine Minderheit aus Südosteuropa. 1814 bis heute. Böhlau, Köln 2003.
- Flucht – Vertreibung – Deportation – Internierung. Erfahrungsberichte von Frauen in der Bundesrepublik und in der früheren DDR. Forschungsverbund SED-Staat, Berlin 2007.
- Bessarabien. Deutsche Kolonisten am Schwarzen Meer. Deutsches Kulturforum Östliches Europa, Potsdam 2008, ISBN 978-3-936168-20-4 (= Potsdamer Bibliothek Östliches Europa – Geschichte). 3. Auflage 2022, ISBN 978-3-936168-89-1.
- Fromme und tüchtige Leute. In: Rotary Magazin vom 1. Oktober 2022 (Online).